# Catillus
Pour catillus, partie tournante d'une meule, voir meule à grains.
Catillus est, dans la mythologie romaine, le fils d'Amphiaraos.

## Mythe
Originaire d'Arcadie, Catillus échappe avec ses trois fils Catillus (fils), Coras, et l'aîné Tiburtus au massacre lors de la chute de Thèbes et trouve refuge sur le plateau de l'Aniene dans le futur Latium. Ensemble, ils chassent les Sicules qui habitent l'endroit et fondent Tibur en l'honneur de Tiburtus. Coras et Catillus fils quitteront Tibur superbum et se joindront par la suite à Turnus pour combattre Énée et les survivants de Troie comme le décrit Virgile dans le livre VII de l'Énéide.
Le mont Catillo dans les monts Tiburtins est nommé en hommage.